# AM Геркулеса
Крайне необычная звезда AM Геркулеса является родоначальником класса переменных звёзд типа AM Геркулеса (AM Her) или «поляров» — класса катаклизмических переменных, в которых магнитное поле главной звезды (белого карлика) полностью определяет форму аккреционного потока системы. Звезда была открыта в 1923 году М. Вольфом (M. Wolf) в Гейдельберге (Германия), во время рутинного поиска переменных звёзд. Затем она была внесена в Общий каталог переменных звёзд, как нерегулярная переменная с диапазоном изменения блеска от 12m до 14m звёздной величины.

## История наблюдений
Природа переменности звезды была непонятна до 1976 года, когда было предложено объяснение механизмов её изменчивости. Берг (Berg) и Дати (Duthie) из Рочестерского университета изначально предложили, что AM Геркулеса может быть оптическим аналогом слабого рентгеновского источника 3U 1809+50, который был обнаружен астрономическим спутником Ухуру. Они отметили, что переменная звезда находится недалеко от области, где лежит слабый источник рентгеновского излучения. Впоследствии, положение для 3U 1809+50 было определено более точно и было показано, что они действительно совпадают.
В мае 1975 года, Берг и Дати сделали первые фотоэлектрические наблюдения AM Геркулеса. Они обнаружили, что свет от звезды «постоянно мерцал». Это быстрое мерцание было замечено и у двух других звезд, которые были связаны с рентгеновскими источниками, поэтому команда надеялась, что AM Геркулеса могла бы оказаться оптическим аналогом 3U 1809+50.
К маю 1976 года стало понятно, что AM Геркулеса является очень важным объектом для наблюдения и должен быть исследован настолько подробно, насколько это возможно. Чилийский астроном С. Тапиа (S. Tapia) в Университете Аризоны имел доступ к поляриметру и использовал его, чтобы провести наблюдения звезды. Результаты были поразительными. Его открытие в августе 1976 года показало, что в оптическом диапазоне AM Геркулеса обладает одновременно и линейной и круговой поляризацией. Обнаружение переменной круговой поляризации было удивительно, так как было известно, что ею обладают только 9 других звезд и все они были магнитными белыми карликами. Наличие круговой поляризации у AM Геркулеса свидетельствует о наличии огромного магнитного поля. Таким образом, появился целый новый класс магнитных катаклизмических переменных, который назвали «полярами». Название «поляр» было предложено польскими астрономами Крземинским (Krzeminski) и Серковским (Serkowski) в 1977 году.

## Система AM Геркулеса

Положение AM Геркулеса на карте созвездия

В системе AM Геркулеса магнитное поле вокруг первичного белого карлика настолько сильно, что аккреционный диск не способен образоваться, как это происходит в немагнитных катаклизмических переменных. Материал со звезды-компаньона течёт на белый карлик, пока не достигнет точки, где магнитное поле доминирует. В этот момент, энергия, связанная с силовыми линиями магнитного поля много больше энергии объемного потока материала, поступающего со вторичной звезды и поэтому вещество вынуждено следовать вдоль силовых линий. Поскольку магнитное поле белого карлика имеет дипольную природу, то аккреционный поток распадается на две части, одна часть направляется к «северному» магнитному полюсу, а другая к «южному». Сходящиеся силовые линии сжимают потоки вещества и переправляют их на крошечные пятна аккреции вблизи полюсов, радиусы которых порядка 1/100 радиуса белого карлика. Лиллер (Liller) описывает вещество на магнитных полюсах белого карлика как «экстремальное торнадо». Поток материала на магнитных полюсах также похожи на полярные сияния на Земле, где частицы солнечного ветра входят в атмосферу Земли в области магнитных полюсов.
Вещество в этой воронке направляется магнитным полем на белый карлик в режиме свободного падения. Потенциальная энергия превращается в кинетическую и поток врезается в белый карлик со скоростью примерно 3000 км/с. В результате аккреции ударная кинетическая энергия превращается в рентгеновское излучение. Магнитные катаклизмические переменные излучают большую часть своей энергии, в виде рентгеновских лучей и жёстких ультрафиолетовых фотонов.
Установлено, что магнитное поле белого карлика образует подобие моста, так что магнитный полюс указывает направление, в котором движется поток. Как результат, потоки вещества прежде, чем выпасть в районе одного полюса; могут течь к другому полюсу, и только пройдя этот долгий путь вокруг белого карлика, выпадают на его поверхность. Затмения в системе AM Геркулеса показывают геометрию этого потока. Кривые блеска свидетельствуют, что маленькие аккреционные пятна на магнитных полюсах излучает примерно половину от общего света, а другая половина поступает от потока вещества, который постепенно выпадает на звезду.

## Кривая блеска
Кривая блеска AM Геркулеса отражает особенности экстремальных торнадо в районе полюсов. Существуют, по-видимому, более одного источника света, которые и придают хаотичную форму кривой блеска звезды. Вариации AM Геркулеса можно рассматривать как долгопериодические и краткопериодические. Долгопериодические изменения характеризуются наличием двух различных состояниях, одно «активное» или «включённое» состояние, в котором яркость колеблется вокруг видимой звездной величины 13m, и другие «неактивное» или «выключенное» состояние, где яркость колеблется около величины 15m. Эти два состояния, как считается, являются результатом активных и неактивных переносов массы вещества от звезды-компаньона на белый карлик.
Некоторые из краткопериодических изменений в кривой блеска AM Геркулеса можно объяснить орбитальным движением двойной системы с периодом 3,1 часа, который был открыт на основе анализа затменных световых изменений, сильной переменности линейной и круговой поляризации, а также периодических изменений радиальной скорости. Лиллер даёт объяснение, двух видов оптических изменений, связанных с орбитальным движением, которые имеет место в системе AM Геркулеса. Во-первых, красный карлик становится эллипсовидным под воздействием гравитации белого карлика, и к которому он поворачивается длинной ось эллипсоида. Отсюда можно предположить наличие двух длинных слабых максимумов яркости и двух коротких минимумов за один период. Во-вторых, иногда можно наблюдать колебания яркости из-за нагрева поверхности красной вторичной звезды рентгеновскими лучами. Это «горячая точка» периодически пропадает из поля зрения, переходя на невидимую сторону вращающейся звезды. Кроме того, краткосрочные изменения яркости, описанные ранее как «непрерывное мерцание», происходят из-за турбулентного характера переноса массы от звезды-донора к белому карлику.